# دنفر جونسون
دنفر جونسون (بالإنجليزية: Denver Johnson)‏ هو لاعب كرة قدم أمريكية أمريكي، ولد في 17 أكتوبر 1958 في سيمينول في الولايات المتحدة.